# ダントツ笑撃隊!!
『ダントツ笑撃隊!!』（ダントツしょうげきたい）は、日本テレビ系列局ほかで放送されていた日本テレビ製作のバラエティ番組である。全10回。日本テレビ系列局では1981年10月24日から同年12月26日まで、毎週土曜 19:30 - 20:54 （日本標準時）に放送。

## 概要
主に『お笑いスター誕生!!』出身タレントたちが出演していた番組で、三波伸介とザ・ぼんちが司会を、あのねのねと淡谷のり子がレギュラーを務めていた。
司会のザ・ぼんちは、元は裏番組『オレたちひょうきん族』（フジテレビ）の特番時代のレギュラー出演者だったが、『ひょうきん族』がレギュラー放送化されるのと同時期にスタートするこの番組に出演するためにレギュラーを降りた。こうした経緯でひょうきんと出演者のバッティングが起きない様協議した結果、出演者ドラフトが行われたものの主要ポストに当たるタレントが競合する事無くひょうきん族の横澤プロデューサーは「理想的なドラフトができた」と語る。番組の打ち切り後、レギュラー放送決定を知っていながら出演を承諾し現場を混乱させた制裁としておさむのみが長いブランクを経て『ひょうきん族』への復帰を果たした。なお、レギュラー陣でもコント赤信号や九十九一が打ち切り後に『ひょうきん族』へ移籍した。
番組は視聴率で『ひょうきん族』や当時同時間帯で絶大な人気を誇っていた『クイズダービー』『8時だヨ!全員集合』（いずれもTBSテレビ）に大きく水をあけられたことや司会に三波伸介を起用した事で演芸番組の枠を超えられず、10回で打ち切られた。
2021年現在、衛星波の再放送、映像ソフトの販売、動画配信サイトの配信は今のところいずれも予定はない。

## 出演者

### 司会
- 三波伸介
- ザ・ぼんち

### レギュラー
- あのねのね - 清水國明は「ダントツマン」、原田伸郎は「マケチャッタマン」として出演。
- 淡谷のり子 - 「レンダマン」として出演していたが、程なくして降板。以後はゲストがレンダマン役を務めていた。

### ダントツメンバー
- おぼん・こぼん
- コント赤信号
- 小柳トム（現・Bro.TOM）
- 九十九一
- コロッケ
- アゴ&キンゾー
- 青芝金太・紋太
- ギャグ・シンセサイザー
- とんねるず
- ほか

### ナレーター
- （不明） - 番組オープニング。
- 徳光和夫 - 「ダントツ拳」オープニング。

## コーナー
ギャグ・コンバット
ダントツメンバーが一芸を披露し、それをレンダマンが審査する。
ザッツ・テレビジョン
ダントツメンバーによる、テレビ番組のパロディコーナー。
ハッとしてドッキリ
アイキャッチのコーナー。街で様々なドッキリを仕掛ける（例：床に粘着テープを貼り、人間をゴキブリの如く貼り付ける。『アリババと40人の盗賊』の如く、呪文を唱えないとドアが開かないなど）。
ダントツ拳
あのねのね担当のじゃんけんコーナー。64人の一般参加者たちが、あのねのねの「ビーム、シュワッチ!!」の掛け声で番組オリジナルのグー・チョキ・パーを出して勝負する。敗者は原田（マケチャッタマン）と共に「負けちゃった、負けちゃった…」と言いながら踊って退場。これを繰り返し、最後に残った人1名が優勝。賞金10万円を獲得。後に優勝者を集めた「全国大会」も行う予定だった。
なお、グー・チョキ・パーは次の様に行っていた。
- グー：両腕を前でクロスする。
- チョキ：手を額の上に八の字型にする（『ウルトラマンA』のパンチレーザーの構え）
- パー：右腕と左腕で十字にする（『ウルトラマン』のスペシウム光線の構え）

## 放送局
| 放送対象地域   | 放送局         | 系列                                         | 備考                 |
| -------------- | -------------- | -------------------------------------------- | -------------------- |
| 関東広域圏     | 日本テレビ     | 日本テレビ系列                               | 製作局               |
| 北海道         | 札幌テレビ     | 日本テレビ系列                               |                      |
| 岩手県         | テレビ岩手     | 日本テレビ系列                               |                      |
| 宮城県         | ミヤギテレビ   | 日本テレビ系列                               |                      |
| 秋田県         | 秋田放送       | 日本テレビ系列                               |                      |
| 福島県         | 福島中央テレビ | 日本テレビ系列                               |                      |
| 山梨県         | 山梨放送       | 日本テレビ系列                               |                      |
| 新潟県         | テレビ新潟     | 日本テレビ系列                               |                      |
| 静岡県         | 静岡第一テレビ | 日本テレビ系列                               |                      |
| 富山県         | 北日本放送     | 日本テレビ系列                               |                      |
| 福井県         | 福井放送       | 日本テレビ系列                               |                      |
| 中京広域圏     | 中京テレビ     | 日本テレビ系列                               |                      |
| 近畿広域圏     | よみうりテレビ | 日本テレビ系列                               |                      |
| 広島県         | 広島テレビ     | 日本テレビ系列                               |                      |
| 徳島県         | 四国放送       | 日本テレビ系列                               |                      |
| 香川県・岡山県 | 西日本放送     | 日本テレビ系列                               |                      |
| 愛媛県         | 南海放送       | 日本テレビ系列                               |                      |
| 高知県         | 高知放送       | 日本テレビ系列                               |                      |
| 福岡県         | 福岡放送       | 日本テレビ系列                               |                      |
| 青森県         | 青森放送       | 日本テレビ系列 テレビ朝日系列                | 当時クロスネット局   |
| 山形県         | 山形放送       | 日本テレビ系列 テレビ朝日系列                | 当時クロスネット局   |
| 長野県         | テレビ信州     | 日本テレビ系列 テレビ朝日系列                | 当時クロスネット局   |
| 鳥取県・島根県 | 日本海テレビ   | 日本テレビ系列 テレビ朝日系列                | 当時クロスネット局   |
| 山口県         | 山口放送       | 日本テレビ系列 テレビ朝日系列                | 当時クロスネット局   |
| 大分県         | テレビ大分     | 日本テレビ系列 フジテレビ系列 テレビ朝日系列 | 当時トリプルネット局 |
| 鹿児島県       | 鹿児島テレビ   | 日本テレビ系列 フジテレビ系列 テレビ朝日系列 | 当時トリプルネット局 |
| 長崎県         | 長崎放送       | TBS系列                                      |                      |

| 日本テレビ系列 土曜19:30枠                            | 日本テレビ系列 土曜19:30枠                                                          | 日本テレビ系列 土曜19:30枠                             |
| 前番組                                                | 番組名                                                                              | 次番組                                                 |
| ----------------------------------------------------- | ----------------------------------------------------------------------------------- | ------------------------------------------------------ |
| 爆笑ヒット大進撃!! （1980年10月18日 - 1981年9月19日） | ダントツ笑撃隊!! （1981年10月24日 - 1981年12月26日） 【当番組までバラエティ番組枠】 | 土曜トップスペシャル （1982年1月16日 - 1985年9月28日） |